# Beauvoir (Yonne)
Beauvoir è un comune francese di 360 abitanti situato nel dipartimento della Yonne nella regione della Borgogna-Franca Contea.

## Società

### Evoluzione demografica
Abitanti censiti